# Adalbert von Falk
Franz Ludwig Adalbert Falk, seit 1879 von Falk (* 19. September 1856 in Lyck; † 25. März 1944 in Berlin-Schmargendorf) war ein preußischer General der Infanterie.

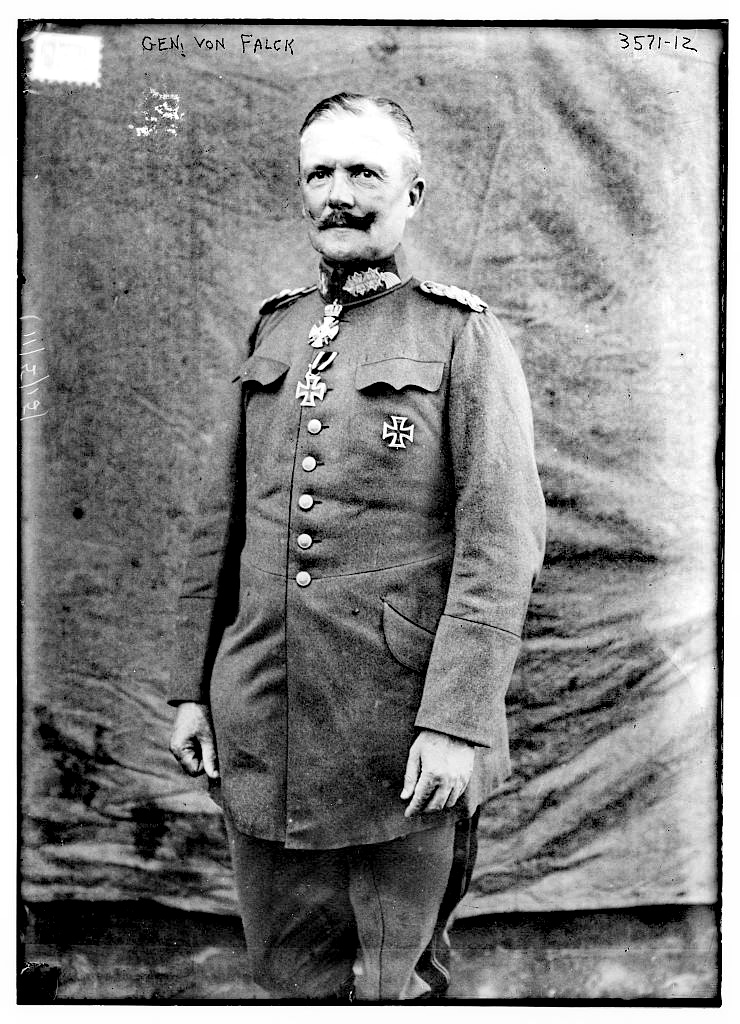
Adalbert von Falk, nach März 1915

## Leben

### Familie
Falk war ein Sohn des Staatsanwalts und späteren preußischen Kultusministers Falk und dessen Ehefrau Rose, geborene Passow (1827–1898). Falk verheiratete sich am 3. Juni 1882 in Berlin mit Meta von Lentzcke (1861–1937), Tochter der Bertha Voigt und des Staatsanwalts Theodor von Lentzke. Die gemeinsame Tochter Margarethe heiratete 1915 den späteren General Erick von Schickfus und Neudorff.

### Militärkarriere
Nach seiner Erziehung und dem Besuch des Wilhelm-Gymnasiums in Berlin, dass er mit dem Abitur abschloss, trat Falk am 20. März 1875 als Dreijährig-Freiwilliger in das Garde-Füsilier-Regiment der Preußischen Armee ein. Am 12. Oktober 1875 wurde er dort zum Portepeefähnrich ernannt und am 17. Oktober 1876 zum Sekondeleutnant befördert. Im Jahre 1879 erhielt er den von seinem Vater abgelehnten und für den Sohn erbetenen Adel. Ab 1. Oktober 1883 absolvierte Falk für drei Jahre die Kriegsakademie, wurde im Anschluss zum Premierleutnant befördert und erhielt in Anerkennung seiner Leistungen an der Akademie im März 1877 einen Ehrensäbel. Zum 1. April 1888 folgte seine Kommandierung auf ein Jahr zum Großen Generalstab. Diese Kommandierung verlängerte sich um ein weiteres Jahr, bis Falk schließlich am 24. März 1890 unter Beförderung zum Hauptmann und Stellung à la suite des Kaiser Franz Garde-Grenadier-Regiments Nr. 2 in den Nebenetat des Großen Generalstabes versetzt wurde. Damit verbunden war die Ernennung zum Adjutanten des Oberquartiermeisters. Am 5. März 1891 wurde Falk unter Stellung à la suite des Generalstabes der Armee zum Zweiten Adjutanten des Chefs des Großen Generalstabes ernannt. Vom 19. September 1891 bis zum 13. Februar 1893 war er im Generalstab des II. Armee-Korps tätig und kehrte anschließend als Kompaniechef im Grenadier-Regiment „König Friedrich Wilhelm II.“ (1. Schlesisches) Nr. 10 in den Truppendienst zurück. Im Jahr darauf kam Falk nach Münster zum Generalstab der 13. Division und wurde am 12. September 1895 Major. Vom 17. Juni 1897 bis 21. April 1902 schloss sich eine Verwendung als Bataillonskommandeur im 2. Thüringischen Infanterie-Regiment Nr. 32 an. Dann wurde Falk als Oberstleutnant in den Stab des 3. Thüringischen Infanterie-Regiments Nr. 71 versetzt. Mit Wirkung zum 1. Oktober 1902 folgte mit der Uniform des Generalstabes seine Versetzung als Militärlehrer an die Kriegsakademie. Dort stieg Falk am 17. Mai 1904 zum Direktionsmitglied auf und wurde in dieser Stellung am 16. März 1905 zum Oberst befördert. Ab dem 21. Mai 1906 fungierte er als Kommandeur des Grenadier-Regiments „König Friedrich Wilhelm I.“ (2. Ostpreußisches) Nr. 3. Am 2. April 1909 wurde er als Generalmajor Kommandeur der 9. Infanterie-Brigade in Frankfurt (Oder). Am 27. Januar 1912 wurde Falk zum Inspekteur der Kriegsschulen ernannt. In dieser Funktion war er auch gleichzeitig Vorsitzender der Obermilitärstudienkommission. Kurz darauf wurde er am 22. April 1912 zum Generalleutnant befördert.
Zu Beginn des Ersten Weltkriegs ernannte man ihn zum Kommandeur der 2. Division aus Insterburg. Knapp vier Wochen später kämpfte er mit dem Großverband in der Schlacht bei Tannenberg. Vom 4. bis 7. Oktober 1914 war er vorübergehend auch mit der Führung des I. Armee-Korps beauftragt. Falk verblieb weiterhin an der Ostfront und nahm an den dortigen Stellungskämpfen sowie der Winterschlacht in Masuren teil. Für seine Leistungen in dieser Schlacht wurde ihm das Kreuz der Komture mit Schwertern des Königlichen Hausordens von Hohenzollern verliehen, nachdem er bereits vorher beide Klassen des Eisernen Kreuzes erhalten hatte. Im Oktober 1915 wurde er mit dem Stern zum Roten Adlerorden II. Klasse mit Eichenlaub und Schwertern ausgezeichnet.
Altersbedingt wurde Falk von seinem Frontkommando abberufen und in der Heimat am 2. Juni 1916 zum Kommandierenden General des stellvertretenden Generalkommandos des IX. Armee-Korps in Altona ernannt. Am 18. August 1916 folgte seine Beförderung zum General der Infanterie.

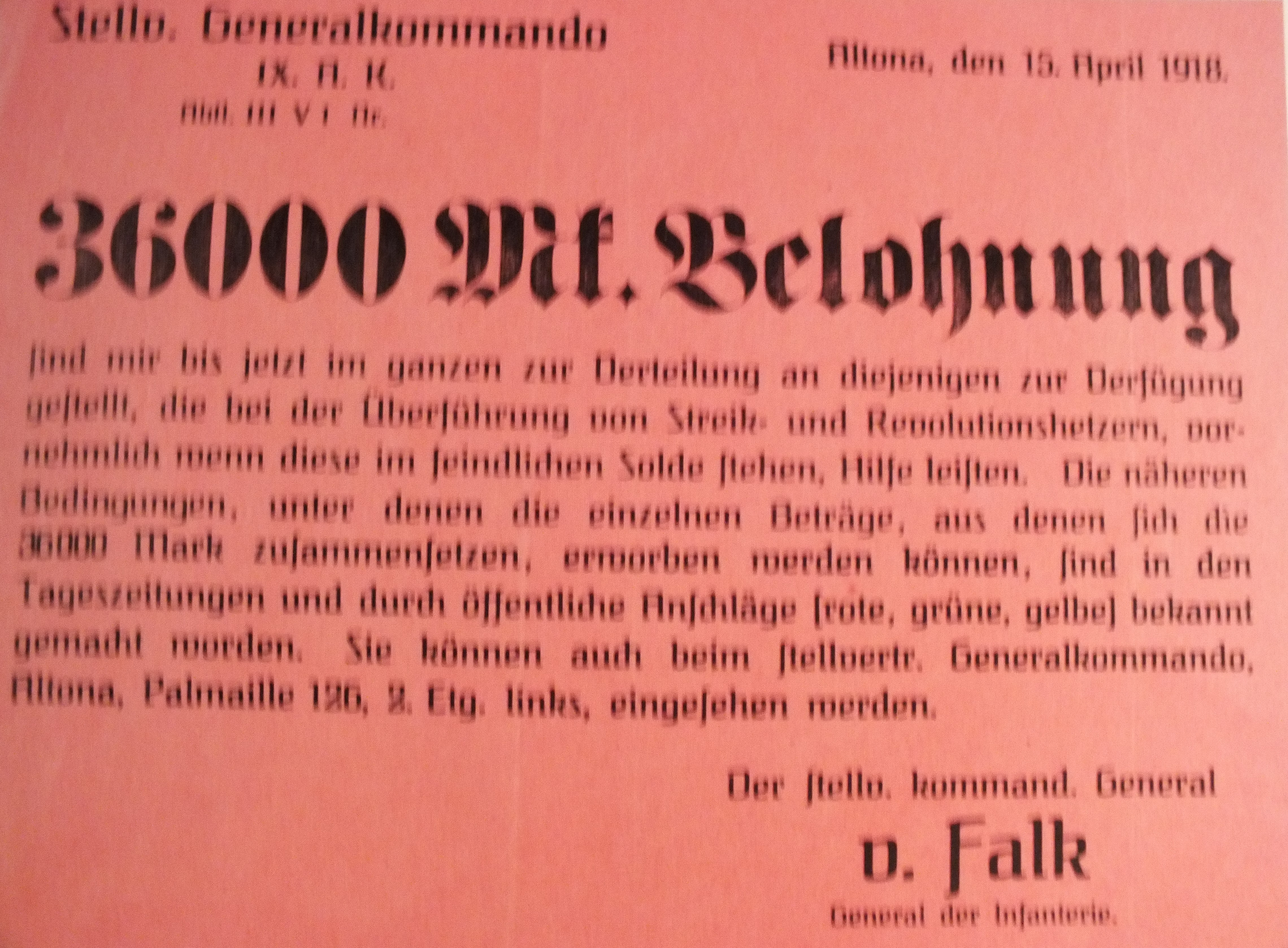
Plakat vom 15. April 1918 des Stellv. Generalkommandos unter General von Falk mit der Aufforderung „Streik- und Revolutionshetzer“ gegen erhebliche Summen zu denunzieren

Beim Ausbruch des Matrosenaufstands in Kiel wandte sich der Gouverneur, Vizeadmiral Souchon, um des Aufstands Herr zu werden, am 3. November 1918 nicht an den Obermilitärbefehlshaber im Heimatgebiet, sondern unmittelbar an das Stellvertretende Generalkommando des angrenzenden Korpsbereichs in Altona. Dessen Kommandierender General, Adalbert von Falk, beauftragte daraufhin den Truppenführer des dem Kieler Festungsbereichs nächstgelegenen stellvertretenden Brigadekommandos, Generalmajor v. Wright, alle verfügbaren Infanteriekräfte aus dem ihm unterstellten Ersatzbataillonen unter einheitlichem Befehl zu sammeln und noch in der gleichen Nacht nach Kiel zu befördern. Das Generalkommando ließ in Lübeck und Neumünster für deren Transporte Züge bereitstellen. Wright alarmierte die Ersatzbataillone der 162er und des hier garnisonierten Schleswiger Reserve-Regimentes der 84er in Lübeck sowie der 163er in Neumünster. Unter der Anwendung von Gewalt – dabei wurden mindestens acht Menschen getötet – konnte Souchon die Lage jedoch nochmals unter Kontrolle bringen und die eingeleiteten Maßnahmen der Brigade wurden bereits vor Mitternacht rückgängig gemacht.
Doch jedoch am nächsten Morgen die Unruhen wieder auflebten, ersuchte Souchon um 10 Uhr den Chef des stellvertretenden Generalstabs des Korps um Truppenhilfe aus Rendsburg (85er) und Lübeck. Der Generalstabschef ernannte Wright um 11 Uhr telefonisch zum Befehlshaber sämtlicher gegen Kiel in Marsch zu setzenden Ersatzbataillonen.
Wrights Plan sah vor, alle aus dem Korpsbereich anrollenden Eingreiftruppen südlich von Kiel zu sammeln und mit vereinter Macht in Kiel einzumarschieren. Der Plan fußte nicht nur auf seinen „Erfahrungen der Kriegsgeschichte“, sondern auch auf der bis zu den Brigadestäben verteilten Generalstabsstudie aus dem Jahr 1908 über den „Kampf in insurgierten Städten“.
Souchon lehne jedoch, da die Befehlsführung eines Truppenführers des Landheeres auf dem Gebiet des Marinekriegshafens Kiel für ihn ausgeschlossen war, sowohl Wrights Plan als auch diesen als Befehlshaber ab. Er setzte sich mit dem Falk in Altona in Verbindung und es gelang ihm unter der weitgehenden Behauptung seiner persönlichen Reputation und Immediatstellung sich mit ihm dahingehend zu verständigen, dass Wright noch am Mittag durch einen Anruf aus dem Generalkommando von seinem Kommando entbunden und die Eingreiftruppen unter dem direkten Befehl Souchons gestellt wurde. Mit Hilfe der letzten ihm noch ergebenen Formationen und der ihnen zugeführten Heerestruppen wollte er innerhalb des Festungsbereichs Remedur zu schaffen.
Dieses Vorhaben sollte sich jedoch schon im Ansatz als unbrauchbar erweisen. Entgegen den eindringlichen Gegenvorstellungen des von ihm abgelehnten Heeresführers ließ er alle mit Eingreiftruppen besetzten Sonderzüge in den Hauptbahnhof der von Aufrührern beherrschten Stadt einfahren. Dort überrumpelte die revolutionär gestimmte Menge die einfahrenden Transporte. Souchon sah sich gezwungen, in Verhandlungen einzutreten.
Nach Kriegsende stellte man Falk am 24. November 1918 zur Disposition.

## Ehrungen
- Stern zum Kronenorden II. Klasse[12]
- Preußisches Dienstauszeichnungskreuz[12]
- Komtur des Greifenordens[12]
- Komtur II. Klasse des Herzoglich Sachsen-Ernestinischen Hausordens[12]
- Komtur II. Klasse des Friedrichs-Ordens[12]
- Kommandeur des Erlöser-Ordens[12]
- Ehrenbürger von Lyck